# Nordhalben
Nordhalben – gmina targowa w Niemczech, w kraju związkowym Bawaria, w rejencji Górna Frankonia, w regionie Oberfranken-West, w powiecie Kronach. Leży na pograniczu Lasu Turyńskiego i Lasu Frankońskiego, nad zaporą wodną Mauthaus, przy linii kolejowej Kronach – Nordhalben.
Gmina położona jest 20 km na północny wschód od Kronach i 30 km na północny zachód od Hof.

## Dzielnice
W skład gminy wchodzą następujące dzielnice: 
- Grund
- Heinersberg
- Ködelberg
- Mauthaus
- Nordhalben
- Stengelshof
- Stoffelsmühle
- Wetthof

## Historia
Pierwsze wzmianki o Nordhalben datuje się na 1154 jednak pod nazwą Burg im Nordwald. W 1518 miejscowość otrzymała prawa targowe.

## Zabytki i atrakcje
- Muzeum Nordhalben
- wystawa temperówek